# 愛を止めないで (倖田來未の曲)
「愛を止めないで」（あいをとめないで）は、倖田來未の51枚目のシングル。2011年9月21日にrhythm zoneから発売された。

## 解説
前作「4 TIMES」から約1か月ぶりのシングル。「CD＋DVD」「CDのみ」「CDのみ(セカンドバージン盤)」の3形態での発売となる。「CD+DVD」「CDのみ」の初回盤には、特典として「恋愛成就祈願♥恋おみくじ♥」が封入されている。
「愛を止めないで」は、NHK ドラマ10『セカンドバージン』主題歌であった「あなただけが」に引き続き、『セカンドバージン』関連作品とのタイアップとなった。映画を実際に見ていたと言う倖田は、
「たとえ形は不倫だとしても、身も心も愛し合っているふたりがそこにいて。“受け止めたい、共に歩みたい” と思っているんだから、どんな時も、“決して自分から愛を止める事はしないで欲しい”」という想いを込めて歌詞を書いたミディアム・バラードに仕上がっている。
また、2011年12月31日の『第62回NHK紅白歌合戦』では、この曲が披露された。
「You are not alone」は、震災のためのチャリティーダウンロード曲として発表した曲であり、2011年のDejavuツアーで披露されたものは、後のアルバム『JAPONESQUE』収録のアコースティックにアレンジして新録音した音源である。
「ツアーが始まるというタイミングで大震災が起こってしまい、被災地でボランティア活動をしている方々のニュース映像を見て、すごく愛を感じたし、人はひとりじゃないんだな」と感じたらしく、「自分ができることってなんだろうって考えたときに、やっぱり曲を書いて、一人でも多くの人に歌を届けたい」と思いながら、当時の心境のままで一気に曲を書き上げた。

## 収録曲
- 全作詞：Kumi Koda

### CD+DVD・CD盤

#### CD
1. 愛を止めないで [5:26]
作曲・編曲：Naohisa Taniguchi
Strings arrangement：宗像仁志
2. You are not alone [3:50]
作曲・編曲：Takuya Harada

#### DVD
1. 愛を止めないで (Music Video)
2. You are not alone (Music Video)
3. 愛を止めないで (Making Video)
初回盤のみ収録

### セカンドバージン(CD)盤
1. 愛を止めないで
2. あなただけが Strings Version [4:45]
作曲：MARKIE、SiZK（from ★STAR GUiTAR）
編曲：Masaki Uchihara
3. あなただけが Music Box Version [3:47]
編曲：YU

## タイアップ
- music.jp TV-CFソング (#1)
- 松竹配給映画『セカンドバージン』主題歌 (#1)

## 収録アルバム
- 愛を止めないで
  - 『JAPONESQUE』
  - 『WINTER of LOVE』
  - 『BEST 〜2000-2020〜』(ファンクラブ限定盤)
- You are not alone
  - 『JAPONESQUE』(Acoustic Version)

## 収録ライブ映像
- 愛を止めないで
  - 『KODA KUMI LIVE TOUR 2011 〜Dejavu〜』
  - 『KODA KUMI LIVE TOUR 2013 〜JAPONESQUE〜』
  - 『Koda Kumi 15th Anniversary First Class 2nd LIMITED LIVE at STUDIO COAST』(WALK OF MY LIFE、ファンクラブ限定盤)
  - 『KODA KUMI LIVE TOUR 2019 re(LIVE) 〜JAPONESQUE〜』
    - 『KODA KUMI LIVE TOUR 2019 re(LIVE) -Black Cherry- & -JAPONESQUE-』(ファンクラブ限定盤)
- You are not alone
Live Version(Acoustic Version)での音源、オリジナル音源は未歌唱。詳しくは、
  - 『KODA KUMI LIVE TOUR 2011 〜Dejavu〜』